# Katarzyna Filipek

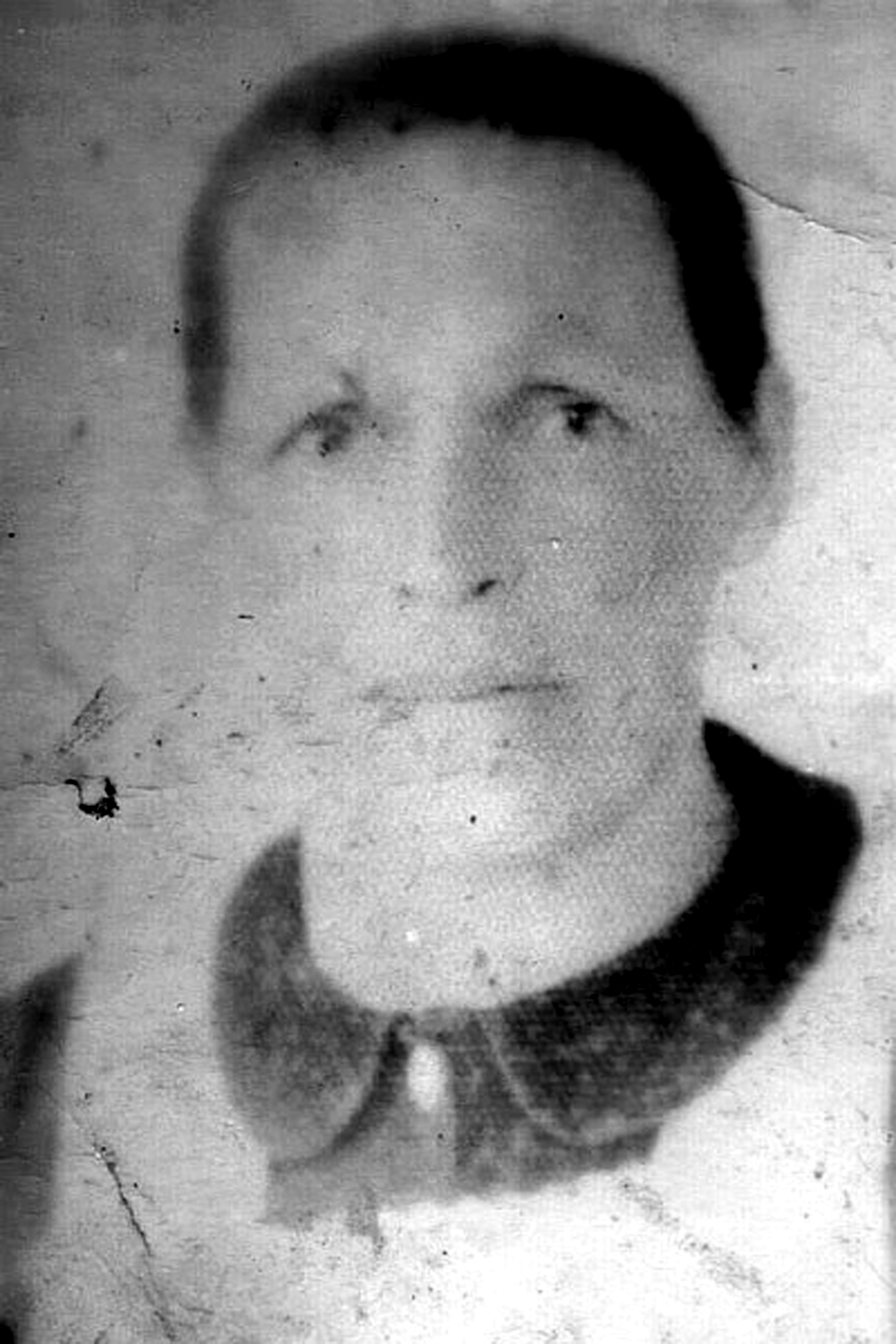
Katarzyna Filipek 1897-1944

Katarzyna Filipek z domu Osielczak (ur. 12 marca 1897 w Więcierzy, przysiółku Tokarni, zm. w marcu 1944 w Nowym Targu) – polska działaczka społeczna, aresztowana, torturowana i zamordowana przez gestapo, Sprawiedliwa wśród Narodów Świata.

## Życiorys
Katarzyna była dzieckiem Tomasza Osielczaka i Marianny z domu Jugowiec, rolników z Więcierzy, obecnie przysiółka Tokarni. Ukończyła jedynie szkołę powszechną, od dziecka pomagając rodzicom w gospodarstwie. W 1921 roku poślubiła Mateusza Filipka, uczestnika wojny polsko-bolszewickiej. Mieszkali na obrzeżach Tokarni, prowadząc własne gospodarstwo rolne, aż do śmierci Mateusza w styczniu 1939 roku. Po jego śmierci Katarzyna pozostała sama z gospodarstwem i szóstką dzieci (siódmym jeszcze nienarodzonym). Po wybuchu II wojny światowej rodzina Filipków uciekła z domu, ukrywając się w lesie w okolicach Myślenic.
W sierpniu 1942 roku nastąpiła eksterminacja Żydów w Myślenicach i pobliskich miejscowościach, wywożąc ich do Auschwitz lub rozstrzeliwując na miejscu. Nielicznym udało się uniknąć zagłady m.in. rodzinie Steinbergów, którzy początkowo ukrywali się w domu sołtysa Tokarni Stefana Barglika. Ze względu na niebezpieczeństwo wykrycia przez Niemców ukrywania dużej rodziny żydowskiej, Steinbergowie przenieśli się do domu Katarzyny Filipek, na prośbę sołtysa Ukrywali się w stodole, w zimniejszych porach w specjalnie przygotowanym dla nich strychu. Po anonimowym donosie do gestapo o ukrywaniu Żydów w Tokarni, miejscowy sołtys zebrał całą społeczność wiejską i ogłosił publicznie, by zgłosili się wszyscy, którzy pomagają Żydom, tym samym ratując całą wieś od zagłady. Następnie w asyście Niemców musiał sam przeszukiwać domy miejscowych. Przy przeszukaniu gospodarstwa Filipek Niemcy znaleźli rodzinę Steinbergów, wywieziono ich do Łętowni, a następnie rozstrzelano w Jordanowie. Dziwnym zrządzeniem losu nie aresztowano od razu Katarzyny i jej rodziny, jak to zwykle czyniono przy takich przeszukaniach. Dwa tygodnie później Niemcy wezwali na przesłuchanie Katarzynę. Wezwana miała się stawić w domu przesłuchiwanego już wcześniej sołtysa i jego żony Marii. Katarzyna postanowiła oddać się w ręce Niemców, być może tym samym ratując swoje dzieci, bowiem w odwecie za ukrywanie Żydów Niemcy karali całe rodziny, nie oszczędzając dzieci i niemowląt. Po przesłuchaniu cała trójka została przewieziona na komendę w Jordanowie, następnie do Nowego Targu i Zakopanego. Katarzyna Filipkowa i Maria Barglikowa znalazły się w jednej celi z Heleną Migiel, dwudziestoletnią dziewczyną z Białego Dunajca, także podejrzaną o udzielanie Żydom pomocy.
Na wszystkie kobiety w początku 1944 roku zapadł wyrok śmierci. Według informacji z IPN z 1990 roku Sąd Doraźny w Zakopanem 21 lutego 1944 roku skazał kobiety na śmierć i zdecydował o ich rozstrzelaniu 6 marca pod Nowym Targiem.
Miejsce pochówku rozstrzelanej Katarzyny przez lata było nieznane. W latach 80. okazało się, że wszystkie rozstrzelane kobiety pochowano we wspólnej mogile między Nowym Targiem a Ludźmierzem. Rodzina Filipków po raz pierwszy po ponad czterdziestu latach mogła oddać hołd bohaterskiej matce, która uratowała Żydów i własną rodzinę.

## Upamiętnienie
13 października 1988 roku Instytut Jad Waszem nadał pośmiertnie Katarzynie tytuł Sprawiedliwej wśród Narodów Świata.                                                                                                                                      
10 marca 2024 r. w Tokarni z okazji 80 rocznicy śmierci Katarzyny Filipek w parku dworskim przy kościele Matki Bożej Śnieżnej w Tokarni zostało odsłonięte jej popiersie. W czerwcu tego samego roku Poczta Polska wyemitowała upamiętniający ją znaczek pocztowy o nominale 4,90 zł należący do serii Polacy ratujący Żydów.
1 grudnia 2024 roku nakładem Wydawnictwa Filmowego ukazała się powieść "Piekło", dramat wojenny oparty na historii Katarzyny Filipek, autorstwa Jarosława Banaszka i Bartłomiej Dyrcz.